# Sardinian International Championships 2000
Il Sardinian International Championships 2000 è stato un torneo di tennis facente parte della categoria ATP Challenger Series nell'ambito dell'ATP Challenger Series 2000. Il torneo si è giocato a Cagliari in Italia dal 3 al 9 aprile 2000 su campi in terra rossa.

## Vincitori

### Singolare
Andrea Gaudenzi ha battuto in finale  Martin Rodriguez con il punteggio di 2–6, 7–5, 6–2

### Doppio
Tomáš Cibulec /  Leoš Friedl hanno battuto in finale  Andrea Gaudenzi /  Diego Nargiso con il punteggio di 6–1, 3–6, 7–5